# Agrargeschichte

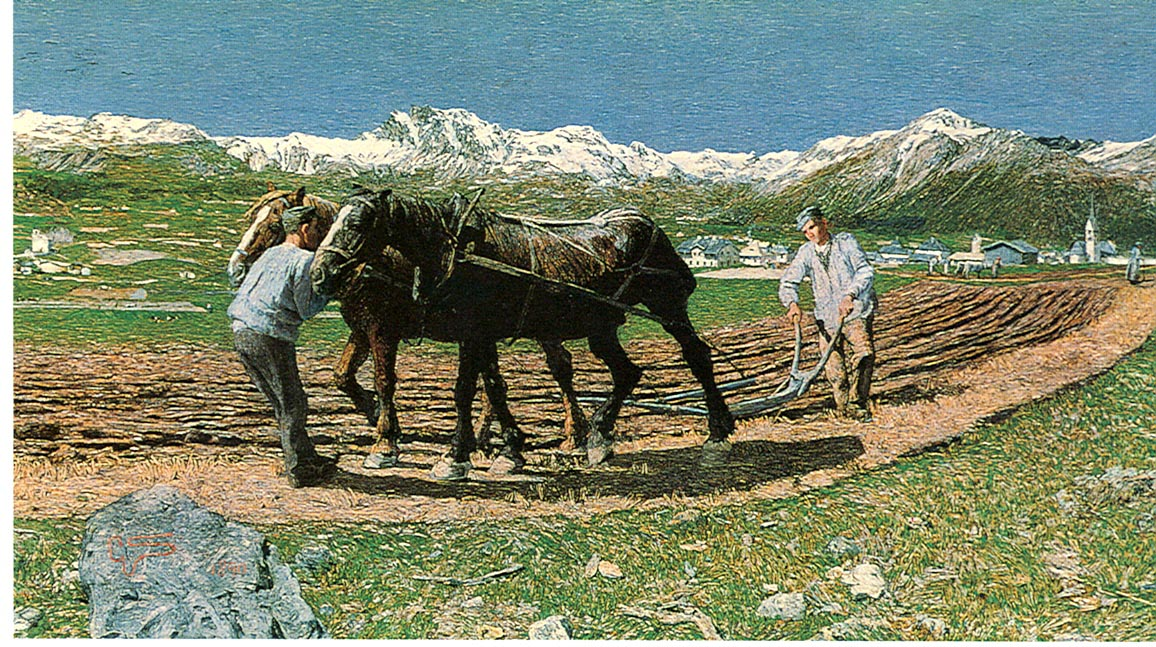
Das Pflügen (Gemälde von Giovanni Segantini, 1890)

Agrargeschichte ist eine Teildisziplin der Geschichtswissenschaft, in der nicht nur die Geschichte der Landwirtschaft, sondern auch der neben- und außeragrarischen Wirtschaftszweige, der formellen und informellen Machtverhältnisse (vgl. Agrarverfassung und Agrarpolitik), der lokalen, regionalen und überregionalen Sozialbeziehungen sowie der experten- und alltagskulturellen Orientierungen auf dem Land erforscht werden.
Diese Forschungsdisziplin verbindet den Verlauf der Landwirtschaftsgeschichte mit der allgemeinen Wirtschafts- und Sozialgeschichte sowie der Umwelt-, Politik- und Kulturgeschichte. Nachbarfächer sind Archäologie, Geographie, Ökonomie (vgl. Agrarökonomie), Soziologie (vgl. Agrarsoziologie) und Europäische Ethnologie bzw. Volkskunde. Darüber hinaus versucht die agrargeschichtliche Forschung ökologische, ökonomische, politische, soziale und kulturelle Aspekte der Geschichte ländlicher Gesellschaften darzustellen.

## Agrargeschichte in der Neuzeit
Die agrargeschichtliche Forschung erlebte in Deutschland mit der Gründung der Gesellschaft für Agrargeschichte (GfA) 1953 in Hohenheim einen Neuanfang. Publikationsorgan wurde die Zeitschrift für Agrargeschichte und Agrarsoziologie, die unter dem Dach der Deutschen Landwirtschaftsgesellschaft seit 1953  erscheint. Im Rahmen von wissenschaftlichen Auseinandersetzungen um Forschungsziele und Forschungsstrategien wurde 1994 der Arbeitskreis für Agrargeschichte gegründet, der die Eigenständigkeit am 31. Dezember 2012 wieder beendete.
Auf internationaler Ebene begann sich in den 1990er Jahren die Forschung Agrargeschichte unter dem Begriff Rural History zu formieren. Die Gründung der britischen Zeitschrift Rural History erfolgte im Jahr 1990, das von Belgien ausgehende Forschungsnetzwerk Comparative Rural History of the North Sea Area (CORN) besteht seit dem Jahr 1995.
In Österreich wurde im Jahr 2002 das Institut für Geschichte des ländlichen Raumes (IGLR) in St. Pölten eingerichtet. Im selben Jahr wurde in der Schweiz das Archiv für Agrargeschichte (AfA) in Bern gegründet. Die einer französischen Initiative entsprungene ESF-COST-Aktion Programme for the Study of European Rural Societies (Progressore) erfolgte in den Jahren 2005 bis 2009.
Die Gründung der European Rural History Organisation (EURHO) wurde auf der ersten internationalen Konferenz Rural History 2010 in Großbritannien in die Wege geleitet. Seit 2013 hat die EURHO ihren Sitz im IGLR St. Pölten.

### Einführungen
- Werner Rösener: Einführung in die Agrargeschichte. Primus-Verlag, Darmstadt 1997, ISBN 3-89678-310-6.
- Werner Troßbach, Clemens Zimmermann (Hrsg.): Agrargeschichte. Positionen und Perspektiven. Lucius & Lucius, Stuttgart 1998, ISBN 3-8282-0081-8.
- Ernst Bruckmüller, Ernst Langthaler, Josef Redl (Hrsg.): Agrargeschichte schreiben. Traditionen und Innovationen im internationalen Vergleich (= Jahrbuch für Geschichte des ländlichen Raumes, Bd. 1). StudienVerlag, Innsbruck-Wien-Bozen 2004, ISBN 3-7065-1928-3.

### Gesamtdarstellungen
- Stefan Brakensiek, Rolf Kießling, Werner Troßbach, Clemens Zimmermann (Hrsg.): Grundzüge der Agrargeschichte. Böhlau Verlag, Köln 2016.
  - Band 1: Rolf Kießling, Frank Konersmann, Werner Troßbach: Vom Spätmittelalter bis zum Dreißigjährigen Krieg (1350–1650). Mit einem Beitrag von Dorothee Rippmann. Böhlau Verlag, Köln 2016. ISBN 978-3-412-22226-0.
  - Band 2: Reiner Prass: Vom Dreißigjährigen Krieg bis zum Beginn der Moderne (1650–1880). Herausgegeben und eingeleitet von Stefan Brakensiek, mit einem Beitrag von Jürgen Schlumbohm. ISBN 978-3-412-22227-7.
  - Band 3: Gunther Mahlerwein: Die Moderne (1880–2010). Herausgegeben von Clemens Zimmermann. Wien: Böhlau Verlag 2016. ISBN 978-3-412-22226-0.

### Einzelne Epochen
- Isabel Alfonso (Hrsg.): The Rural History of Medieval European Societies. Trends and Perspectives (= The Medieval Countryside, Bd. 1). Brepols, Turnhout 2007, ISBN 978-2-503-52069-8.
- Hartmut Zückert: Allmende und Allmendaufhebung. Vergleichende Studien zum Spätmittelalter bis zu den Agrarreformen des 18./19. Jahrhunderts (= Quellen und Forschungen zur Agrargeschichte, Bd. 47). Lucius und Lucius, Stuttgart 2002, ISBN 3-8282-0226-8.

### Einzelne Länder und Regionen
- Alois Seidl: Deutsche Agrargeschichte. DLG-Verlag, Frankfurt am Main, 2. Aufl., 2014, ISBN 978-3-7690-0823-4.
- Siegfried Kuntsche: Beiträge zur Agrargeschichte der DDR. van Derner, Diekhof bei Laage 2015, ISBN 978-3-937747-19-4.
- Hannes Obermair (Hrsg.): Ländliche Ökonomien – Economie rurali (= Geschichte und Region/Storia e regione, Bd. 24/1). StudienVerlag, Innsbruck-Wien-Bozen 2015, ISBN 978-3-7065-5459-6 (zu Tirol, einschließlich Südtirol).